# ميخائيل نازاروف
ميخائيل نازاروف (بالروسية: Михаил Андреевич Назаров)‏ هو متزلج قفز روسي، ولد في 14 أكتوبر 1994 في موسكو في روسيا.

## وصلات خارجية
- ميخائيل نازاروف على موقع الاتحاد الدولي للتزلج (القفز التزلجي) (الإنجليزية)
- ميخائيل نازاروف على موقع أوليمبيديا (الإنجليزية)